# Шелест Петро Юхимович
Ше́лест Петро́ Юхи́мович (1 (14) лютого 1908 , Андріївка, Харківська губернія  — 22 січня 1996 , Москва ) — партійний і державний діяч УРСР та СРСР. Перший секретар ЦК КП України (1963—1972). Кандидат у члени ЦК КПУ (1954—1956). Член ЦК КПУ (1956—1976). Член Політбюро (Президії) ЦК КПУ (з 30 вересня 1961 по 25 травня 1972) (кандидат у члени Президії ЦК КПУ з 19 лютого 1960 по 27 вересня 1961). Член ЦК КПРС (1961—1975), член Політбюро (Президії) ЦК КПРС (з 16 листопада 1964 по 27 квітня 1973) (кандидат у члени Президії ЦК КПРС з 13 грудня 1963 по 16 листопада 1964). Депутат Верховної Ради Української РСР 4–8-го скликань. Депутат Верховної Ради СРСР 5–8-го скликань (1958—1974), член Президії Верховної Ради СРСР (1966—1972). Герой Соціалістичної Праці (13.02.1968).
Петро Шелест був ідейним комуністом, проте прагнув обстоювати інтереси УРСР і працював на паритет в господарчих стосунках між Центром та союзними республіками. Через це був запідозрений вищим керівництвом СРСР у недостатній лояльності і переведений до Москви на посаду заступника Голови Ради Міністрів СРСР (1972). Його книга «Україно наша Радянська» (1970) була розкритикована за «недостатній інтернаціоналізм», вилучена з продажу та з бібліотек. У квітні 1973 року Петро Шелест був виведений із Політбюро і відправлений на пенсію.

## Життєпис

### Походження і початки діяльності
Народився 1 (14) лютого 1908 року в селі Андріївці Зміївського повіту Харківської губернії (тепер Ізюмський район, Харківська область, Україна) в селянській родині. Згідно з розповідями батька, його рід виводиться від козацького сотника (ймовірно, Василя Шелеста, одного з гайдамацьких ватажків). Батько, Юхим Дмитрович, двадцять років служив у російській армії, з них шістнадцять років перебував на військовій службі в Болгарії, був унтерофіцером та кавалером Георгіївських хрестів усіх чотирьох ступенів. Після повернення до села Андріївки працював на цукровому заводі. Мати, Марія Павлюк, була на 35 років молодша від чоловіка, займалася селянським господарством.
Петро Шелест з 1913 по 1917 рік навчався в земській церковнопарафіяльній школі села Андріївки. З весни по осінь 1919 року працював у радгоспі (колишній економії) в селі Уланівка на Полтавщині: пас свиней і корів, був погоничем волів та водовозом. З лютого 1920 по 1921 рік — наймит у заможного селянина Земляного на хуторі Пришиб Харківської губернії. У 1921—1922 роках працював листоношею («поштарем-кільцевиком») в Харківській губернії.

### На інженерній роботі
У 1922—1923 роках — вантажник, ремонтний робітник на залізниці в Харківській губернії. З 1923 року — робітник-ремонтник на станціях Жихор і Харків-Основа; підручний слюсаря, слюсар, помічник кочегара, кочегар паровоза, помічник машиніста паровоза на залізничній станції Основа Харківської губернії, слюсар Харківського паровозоремонтного заводу.
У жовтні 1923 року вступив до комсомолу, у 1923-1925 був бійцем частини особливого призначення (ЧОП). З 1925 по 1926 рік — завідувач хати-читальні та секретар комсомольського осередку села Петровське на Харківщині. У 1926—1927 роках — курсант Ізюмської радянсько-партійної школи.
З 1927 по 1928 рік — секретар Борівського районного комітету комсомолу Ізюмської округи (тепер Харківська область).
Член ВКП(б) з квітня 1928 року.
З 1928 року — курсант Харківської радянсько-партійної школи. У 1929 році недовго був курсантом Владикавказької гірсько-кулеметної школи, продовжив навчання в Харківській трирічній партійній школі імені Артема. У 1930 році навчався півроку в прискореній групі робітничого факультету, звідки був зарахований у Харківський інститут народного господарства, згодом (після реорганізації інституту) навчався на металургійному факультеті Харківського інженерно-економічного інституту. Був головою виконавчого бюро, секретарем комсомольської організації та членом партійного комітету інституту. У 1932 році проходив практику на металургійному заводі імені Петровського у місті Дніпропетровську, без відриву від навчання працював начальником сектора перевірки виконання тресту «Південсталь» у Харкові та редактором радіогазети «Комсомолець України».

Петро Шелест, Харків, 1930 р.

У 1932—1936 роках працював змінним інженером, заступником начальника, в.о. начальника цеху на Маріупольському металургійному заводі імені Ілліча, одночасно з вересня 1932 року навчався на вечірньому відділенні факультету гарячої обробки металів Маріупольського металургійного інституту (закінчив у липні 1935 року за фахом «різко вираженого профілю трубопрокатного виробництва»). У 1936 році призначений начальником відділу чорних і кольорових металів Харківської контори «Судморснабу».
У 1936—1937 роках служив у 30-му окремому навчальному танковому батальйоні Червоної армії в Дніпропетровську.
З грудня 1937 року — начальник ковальського цеху, з жовтня 1938 року — начальник виробництва, з квітня 1939 року — головний інженер на харківському заводі сільськогосподарського машинобудування «Серп і молот». У 1940 році працював головним технологом Харківського заводу № 75.

### На партійній роботі
З 1940 року — на партійній роботі в Харкові. З 16 квітня по грудень 1941 року — секретар Харківського міськкому КП(б)У з важкої (оборонної) промисловості.
Під час радянсько-німецької війни з грудня 1941 по квітень 1942 року — завідувач відділу оборонної промисловості Челябінського обласного комітету ВКП(б), з квітня 1942 по серпень 1943 року — інструктор сектора із забезпечення розробки, виробництва та спорядження реактивних снарядів відділу оборонної промисловості ЦК ВКП(б). З серпня 1943 по травень 1945 року — партійний організатор ЦК ВКП(б) заводу № 306 Народного комісаріату авіаційної промисловості СРСР у Саратові. З травня 1945 по 1946 рік — заступник секретаря Саратовського обласного комітету ВКП(б) з оборонної (авіаційної) промисловості. У 1946—1948 роках — партійний організатор ЦК ВКП(б) заводу № 292 Міністерства авіаційної промисловості СРСР у Саратові.
З липня 1948 по квітень 1950 року — директор заводу № 272 Міністерства авіаційної промисловості СРСР у Ленінграді. З квітня 1950 по січень 1954 року — директор заводу № 473 Міністерства авіаційної промисловості СРСР у Києві. Під його керівництвом налагоджено серійне виробництво літаків Ан-2 та Іл-8. Одночасно, з 10 березня по 16 червня 1953 року — 1-й заступник голови виконавчого комітету Київської міської ради депутатів трудящих.

### В ЦК КПУ
У січні — вересні 1954 року — 2-й секретар Київського міського комітету КП України. 2 вересня 1954 року обраний 2-м секретарем Київського обласного комітету КП України. З цього ж року — член ЦК КП України.
1 лютого 1957 — 16 серпня 1962 року — 1-й секретар Київського обласного комітету КП України.
Після XX з'їзду КПРС в квітні-грудні 1956 року саме Шелест очолював Комісію Верховної Ради СРСР з реабілітації незаконно репресованих громадян на території Київської і Вінницької областей. Репутація здібного управлінця, міцного господарника, доброзичливі стосунки з першим секретарем ЦК КПУ Миколою Підгорним сприяли стрімкому кар'єрному зростанню першого секретаря Київського обкому КПУ Петра Шелеста.
Одночасно з червня 1958 року — член Військової ради 69-ї повітряної армії.
З 11 серпня 1962 по 2 липня 1963 року — секретар ЦК КП України, з грудня 1962 року — голова Бюро ЦК КП України з промисловості й будівництва. В 1965 році Шелест особисто звернувся до ЦК КПРС із проханням «дати згоду на розгляд питання про посмертну реабілітацію у партійному відношенні» голови Раднаркому УСРР в 1934—1937 роках, одного з лідерів партії боротьбистів Панаса Любченка.

### На чолі республіки
2 липня 1963 року пленум ЦК КПУ обрав Петра Шелеста першим секретарем Комуністичної партії України замість Миколи Підгорного, обраного секретарем ЦК КПРС.
З липня 1963 до 10 травня 1972 року — перший секретар ЦК Комуністичної партії України. Своєю кар'єрою завдячував підтримці з боку Микити Хрущова й Миколи Підгорного, хоча 1964 року разом із Підгорним відіграв важливу роль в усуненні Хрущова від влади (про що згодом шкодував).
З 18 липня 1963 до 1972 року — член Президії Верховної Ради УРСР. Обрано як депутата від Харківсько-Червонозаводського виборчого округу.
Важлива роль Шелеста в усуненні Хрущова посилила його власні позиції у найвищому політичному керівництві країни.
У середині листопада 1964 року його обрали членом президії ЦК КПРС (як кандидат у члени президії ЦК КПРС Петро Шелест перебував лише 11 місяців з грудня 1963 року). Новий статус у партійній ієрархії надавав ваги та значущості виступам Петра Шелеста на засіданнях президії (згодом політбюро) ЦК КПРС, дозволяв активно боронити економічні інтереси УРСР, відстоювати елементи культурної самобутності республіки, сміливо порушувати питання більшої незалежності республіканських структур у господарських питаннях.
1966 рік — введено до складу Політбюро ЦК КПРС.
1966–1972 роки — член Президії Верховної Ради СРСР і член Політбюро ЦК КП України.
Перебуваючи на посту першого секретаря ЦК КПУ, придушував прояви дисидентського руху в Україні.
Вже 30 серпня 1963 року на зустрічі з членами колегії КДБ при Раді міністрів УРСР і начальниками обласних управлінь КДБ, перший секретар ЦК КПУ Петро Шелест зазначив, що в республіці спостерігається «пожвавлення націоналістичних елементів, мають місце прояви антирадянщини, розповсюдження листівок».
У часи правління Петра Шелеста прокотилися дві великі хвилі арештів дисидентів: перша припала на серпень-вересень 1965 року (заарештовано 24 особи), друга — січень-квітень 1972 (73 особи). У період між двома «генеральними покосами» органами КДБ республіки ізольовано 148 антирадянсько налаштованих громадян. За ґрати потрапили Іван Світличний, В'ячеслав Чорновіл, Михайло та Богдан Горині, Василь Стус. Дізнавшись у лютому 1968 року про те, що ув'язнені за політичними статтями Іван Кандиба, Іван Гель, Левко Лук'яненко, Михайло Масютко, Михайло Горинь підготували більш як 20 документів антирадянського змісту, Шелест не вагаючись підтримав ініціативу КДБ УРСР: «Для припинення каналу передачі антирадянських документів за межі виправно-трудового табору просити КПРС дати вказівку міністерству охорони громадського ладу СРСР про перегляд наявного в Дубровному ВТТ режиму утримання ув'язнених та побачень із родичами».
Разом з тим, за занадто україноцентричну позицію, Шелест перебував на особливому контролі в Москві. Надходили відомості до Москви, зокрема, за допомогою добре відомого й виправданого в роки радянської влади засобу — анонімних листів. В одному з них, гучно підписаному «старі комуністи-літератори», прямо ставили питання: «До якої пори ця вакханалія на ідеологічному фронті Української РСР буде продовжуватися? Коли, врешті-решт, буде наведений більшовицький порядок? Просимо глибоко, з опитуванням народу перевірити стан ідеологічної роботи в Україні».
Удару по ідеологічному апарату ЦК КПУ завдала газета «Правда», яка 16 грудня 1965 року без традиційного погодження з керівництвом республіканської парторганізації опублікувала статтю секретаря Львівського обкому партії Валентина Маланчука «Сила великой дружбы». В ній нищівно тавровано «рецидиви українського націоналізму». Причому це був не просто випад, а справжній виклик керівництву ЦК КПУ, яке начебто проґавило симптоми злоякісної і невиліковної хвороби.
Шелест різко відреагував на виступ секретаря з ідеології Львівського обкому Маланчука. Не знаючи, як розв'язати конфлікт, Шелест перевів Маланчука зі Львова до Києва, на малопомітну посаду заступника міністра вищої та середньої спеціальної освіти, що фактично означало призупинення партійної кар'єри полум'яного борця з «українським буржуазним націоналізмом». Однак зібрані воєдино прорахунки в ідеологічній сфері призвели до усунення в березні 1968 року з посади секретаря ЦК КПУ з ідеологічних питань Андрія Скаби.
У липні 1970 року звільнено голову КДБ при РМ УРСР Віталія Нікітченка, а на його місце Москва призначила Віталія Федорчука — беззастережного прибічника придушення дисидентського руху в УРСР.
Негативно ставився до питання кримських татар, щодо цього в червні 1966 року спеціально звернувся з листом до ЦК КПРС, в якому аргументував недоцільність їх повернення в Крим.
1968 рік — став одним з ініціаторів введення військ країн-членів Варшавського Договору до Чехословаччини для придушення «Празької весни». В цьому питанні виявив себе як прихильник «твердої руки», а у взаєминах з підлеглими був доволі грубий і авторитарний.
Прийшовши до влади на хвилі повоєнної «українізації» партійно-державного апарату УРСР і підвищення ролі українського елементу в керівництві СРСР, Шелест обстоював економічні інтереси України перед «центром», виступав за надання Україні більших прав в економічній політиці. Звичайно, Шелест не був заповзятим націонал-комуністом, проте він щиро вірив у федеративну структуру СРСР, рівноправність усіх народів.
Вагомими були його виступи на захист прав української мови в шкільній освіті, друкуванні газет, журналів і книжок. Захищав від звинувачення в націоналізмі окремих українських діячів культури (зокрема, Олеся Гончара, Івана Дзюбу). Деякі західні дослідники (Зенон Пеленський, Іван Лисяк-Рудницький, Ніль Саварин) вважали, що появу книжки Дзюби «Інтернаціоналізм чи русифікація?» інспірував сам Шелест, і вона відбивала його погляди та позицію українського радянського керівництва. Разом з тим, син Шелеста Віталій згадував:
|  | Цікава ситуація з книгою Івана Дзюби „Інтернаціоналізм чи русифікація?“. Вона була у батька майже настільною. Він її читав, плювався, говорив, що так не можна, я відповідав, що є факти, їх треба осмислювати. Його позиція щодо Дзюби у наших розмовах багаторазово прокручувалася і поступово формувалась. |

Питання про літературну спадщину Володимира Винниченка порушено в коридорах влади у 1969 році. На рівні ЦК КПУ розглядали питання про передачу з Колумбійського університету США архіву українського письменника та громадського діяча. Однак задум владної верхівки УРСР не був реалізований. Петро Шелест згаданий епізод у щоденнику прокоментував таким чином:
|  | Стало відомо, що у Колумбійському інституті є щоденники Винниченка. Треба було б мати їх для історії, для нащадків. Але думаю, це не підтримає Москва, іще можуть звинуватити у „націоналізмі“. У Москві є „політичні діячі“, котрі бояться всього неросійського, більше того, ставляться до такого з певною недовірою, навіть зневагою, проявляють махровий великодержавний шовінізм. До таких діячів найперше відноситься Суслов. |

Разом з тим, саме з подачі Шелеста в Академії наук УРСР різного роду покарань зазнали М. Гуць, Л. Ященко (Інститут мистецтвознавства, фольклору та етнографії), Є. Пронюк (Інститут філософії), М. Коцюбинська, Ю. Бадзьо, С. Попель, І. Ющук (Інститут літератури), Є. Сверстюк (Інститут ботаніки), Р. Юськова (Інститут мікробіології), З. Франко (Інститут мовознавства), В. Завойський (Інститут геофізики), В. Пеньковський (Сектор держави та права), О. Щириця, В. Сазанський (Інститут геології). У Спілці письменників України ідеологічний проробіток завершився виключенням з КПРС Ю. Назаренка, оголошенням суворої догани з занесенням до облікової картки І. Драчу, «громадським судом» членів СПУ І. Немировича, С. Тельнюка, Г. Бойка, І. Гончаренка, Ю. Петренка, Л. Костенко, Б. Антоненка-Давидовича, І. Дзюби, редактора видавництва «Дніпро» Р. Доценка, друкарки газети «Літературна Україна» Л. Мельник та інших.
Гострого осуду зазнала на зборах колег по творчому цеху художниця Алла Горська. У неї буквально вирвали визнання своєї провини й запевнення, що своєю працею з художнього оформлення Донецька вона виправдає високе звання радянського митця.
20 жовтня 1967 року Шелест на нараді перших секретарів обкомів, голів облвиконкомів, керівників республіканських міністерств і відомств, відповідальних працівників ЦК КПУ і Ради міністрів УРСР заявив про «змикання українського буржуазного націоналізму й сіонізму», закликав належним чином підготуватися до протидії цьому «небезпечному союзу».
3 листопада 1969 року Леонід Брежнєв, прийнявши у Кремлі першого секретаря ЦК Компартії України Шелеста, висловив йому незадоволення «наявними фактами націоналізму в республіці».
У книзі «Україно наша Радянська» (1970) багато уваги Шелест приділяв важливості вивчення історії України і робив акцент на самобутність українського народу. На початку 1960-х років Петро Шелест був одним із натхненників створення унікальної краєзнавчої енциклопедії — двадцятишеститомної «Історії міст і сіл Української РСР». Ідея фундаментальної історичної праці зародилася в Шелеста коли він працював першим секретарем Київського обкому КПУ. Під час чергової подорожі по ланах області машина загрузла в болоті. Тож довелося першому секретарю Київського обкому КПУ заночувати в найближчому селі. Там, у помешканні діда, Шелест випадково звернув увагу на дореволюційну книжку, в якій містився докладний опис села, зроблений вдумливим дияконом. Ознайомлення з книжкою породило бажання Шелеста створити сучасну науково-популярну працю, яка б переповідала біографії майже 40 тисяч населених пунктів України. У травні 1962 року президія ЦК КПУ ухвалила спеціальне рішення про підтримку енциклопедичного видання про історію міст і сіл Української РСР. Всю практичну роботу вище партійне керівництво поклало на заступника голови РМ УРСР Петра Тронька та редакцію Української Радянської Енциклопедії на чолі з письменником Миколою Бажаном.
Шелесту належить низка влучних висловів-настанов. Серед них:
|  | Життя — складна річ. Його треба сприймати таким, яким воно є. Але головне — треба працювати. Працювати. |

### Усунення від влади і останні роки життя
Такий курс Шелеста не задовольняв московське керівництво, тому виникла потреба усунути його з України. 10 травня 1972 року Шелеста звільнили з посади першого секретаря ЦК КП України «у зв'язку з переведенням на іншу роботу» — заступника Голови Ради Міністрів СРСР (де він не пропрацював і року).
Мотивуючи відставку Шелеста, генеральний секретар ЦК КПРС Леонід Брежнєв закидав йому надмірну самостійність у вирішенні питань та у «місництві та проявах націоналізму». Книга Шелеста «Україно наша Радянська» зазнала гострої партійної критики за «ідеологічні помилки», зокрема, за «ідеалізацію» минулого України та обстоювання самобутності УРСР. Видану накладом 100 тисяч, її вилучили з продажу та з бібліотек, рішенням Політбюро ЦК КПУ від 20 лютого 1973 року наказали частину накладу знищити.
У квітні 1973 року Шелеста вивели зі складу Політбюро ЦК КПРС «за станом здоров'я» і відправили на пенсію. Йому заборонили оселитися в Україні, тримали під постійним негласним наглядом.
1974–1985 роки — працював головою дослідно-виробничого конструкторського бюро на авіаційному заводі у Московській області РРФСР.
1989 рік — почав давати інтерв'ю у пресі й на телебаченні.
1995 рік — видав свої спогади російською мовою «…Да не судимы будете. Дневниковые записи, воспоминания члена Политбюро ЦК КПСС».

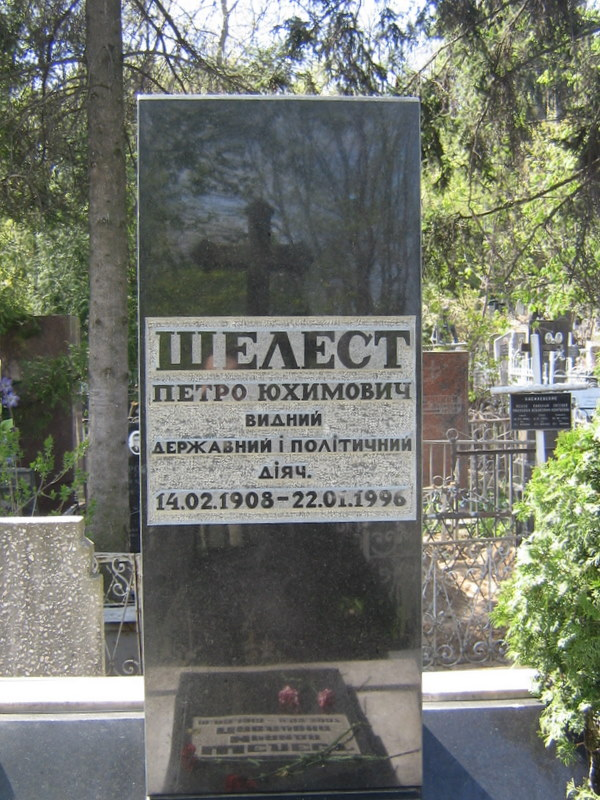
Могила Петра Шелеста на Байковому цвинтарі

Помер 22 січня 1996 року в Москві. 13 червня 1996 року за його заповітом перепохований в Києві на Байковому цвинтарі.

## Увічнення пам'яті
На честь Петра Шелеста 2011 року названо вулицю в Деснянському районі міста Києва, яку у 2017 році згідно декомунізації перейменовано на честь Миколи Плахотнюка.

## Звання
- майор запасу

## Нагороди
- Герой Соціалістичної Праці (13.02.1968)
- три ордени Леніна (14.02.1958; 13.02.1968; 2.12.1971)
- орден Вітчизняної війни І ст.
- орден Червоної Зірки (16.09.1945)
- медаль «За оборону Москви»
- медаль «За перемогу над Німеччиною у Великій Вітчизняній війні 1941—1945 рр.»
- медаль «За трудову доблесть» (25.12.1959)
- медали

## Сім'я
- Дружина — Любов Павлівна Банна (пом. в 1942).
- Дружина — Іраїда Павлівна Шелест (1913—2007), до шлюбу Мозгова, одружилась із П. Ю. Шелестом у 1942 році, за фахом лікарка.
- Син — Борис Петрович Шелест (1933–?), інженер-фізик.
  - Онук — Петро.
- Син — Віталій Петрович Шелест (1940—2020), вчений-фізик, член-кореспондент НАН України (громадянин РФ)[5].
  - Онуки — Дмитро і Олексій (обидва за фахом архітектори).